# Anenhütte
Die Anenhütte ist eine Schutzhütte im hinteren Lötschental des Schweizer Kantons Wallis. Sie steht etwa 180 Meter südwestlich des Anusees in der Nähe des Langgletschers der Berner Alpen auf 2355 m ü. M. Ihr vollständiger Name lautet Peter Tscherrig Anenhütte.

## Zugang
Von der Fafleralp aus führt der Fafleralp-Rundweg zum Anusee und zur Anenhütte.
Die Wanderzeit von der Fafleralp bis zur Anenhütte beträgt zwei Stunden (Schwierigkeitsgrad T2), es werden 600 Höhenmeter überwunden.

## Geschichte
1994/95 wurde die Anenhütte mit 50 Übernachtungsplätzen erbaut. Sie stand jeweils vom März bis Oktober für Berg- und Skitouren z. B. auf das Mittaghorn und über die Lötschenlücke zur Verfügung. Am 3. März 2007 zerstörte eine Staublawine die Hütte völlig. Im Sommer 2008 ging ein neuer und lawinensicherer Ersatz in Betrieb, welcher seit September 2007 gebaut worden war. Die Fassade besteht aus Aluminiumschaum-Sandwich (AFS)-Fassadenelementen.
Aufgrund des hohen Ausbaustandards hat die Anenhütte heute eher den Charakter eines Hotels als den einer klassischen Berghütte.

## Nachweise
1. 1 2  Lage & Höhe bei «geo.admin.ch»
2. 1 2  Fafleralp-Rundweg bei «SchweizMobil»
3. 1 2 3  Geschichte der Anenhütte auf www.anenhuette.ch